# Červený Hrádek (Jirkov)
Červený Hrádek (německy Rothenhaus) je vesnice, část města Jirkov v okrese Chomutov. Nachází se dva kilometry severovýchodně od Jirkova.

## Název
Původní název vesnice a hradu byl Borek a název Červený Hrádek převládl v patnáctém století. Název Borek se však pro vesnici používal i v šestnáctém století. V historických listinách se jméno vyskytuje například ve tvarech: Borek (1417), Rotenhawse (1432), na Czerwenem Hradku (1542), Czierweny hradek (1555), Rothenhaus nebo Červený Hrádek (1854). Zmínka o Borku z roku 1321 je mylná a vznikla v důsledku omylu Augusta Sedláčka, který hrad Borek zaměnil z Novým Žeberkem.

## Historie
Dějiny vesnice jsou úzce spojeny se stejnojmenným zámkem (Borkem), který pravděpodobně někdy před rokem 1415 založil Dětřich Kraa. Starší zmínky o Borku se vztahují k Jirkovu. Vesnice poskytovala hradu a pozdějšímu zámku hospodářské zázemí (v roce 1549 je doložena existence poplužního dvora). Časem byla do dvora přestěhována správa panství a v okolních domech bydleli úředníci, služebnictvo a od osmnáctého století také dělníci ze zámeckých podniků. Jindřich František z Rottenhanu totiž nechal v místech horního poplužního dvora založit bělírnu plátna, tkalcovskou manufakturu a tiskárnu kartounů. Budova tiskárny byla ve druhé polovině devatenáctého století přestavěna na jízdárnu.
Okolo roku 1774 byla ve vsi otevřena tovární škola, která byla roku 1871 převedena pod správu okresního školského úřadu a od roku 1869 ji začaly navštěvovat děti z Drmal. Ve čtyřicátých letech devatenáctého století byl u vesnice krátce otevřen hnědouhelný důl František Xaver.

## Přírodní poměry

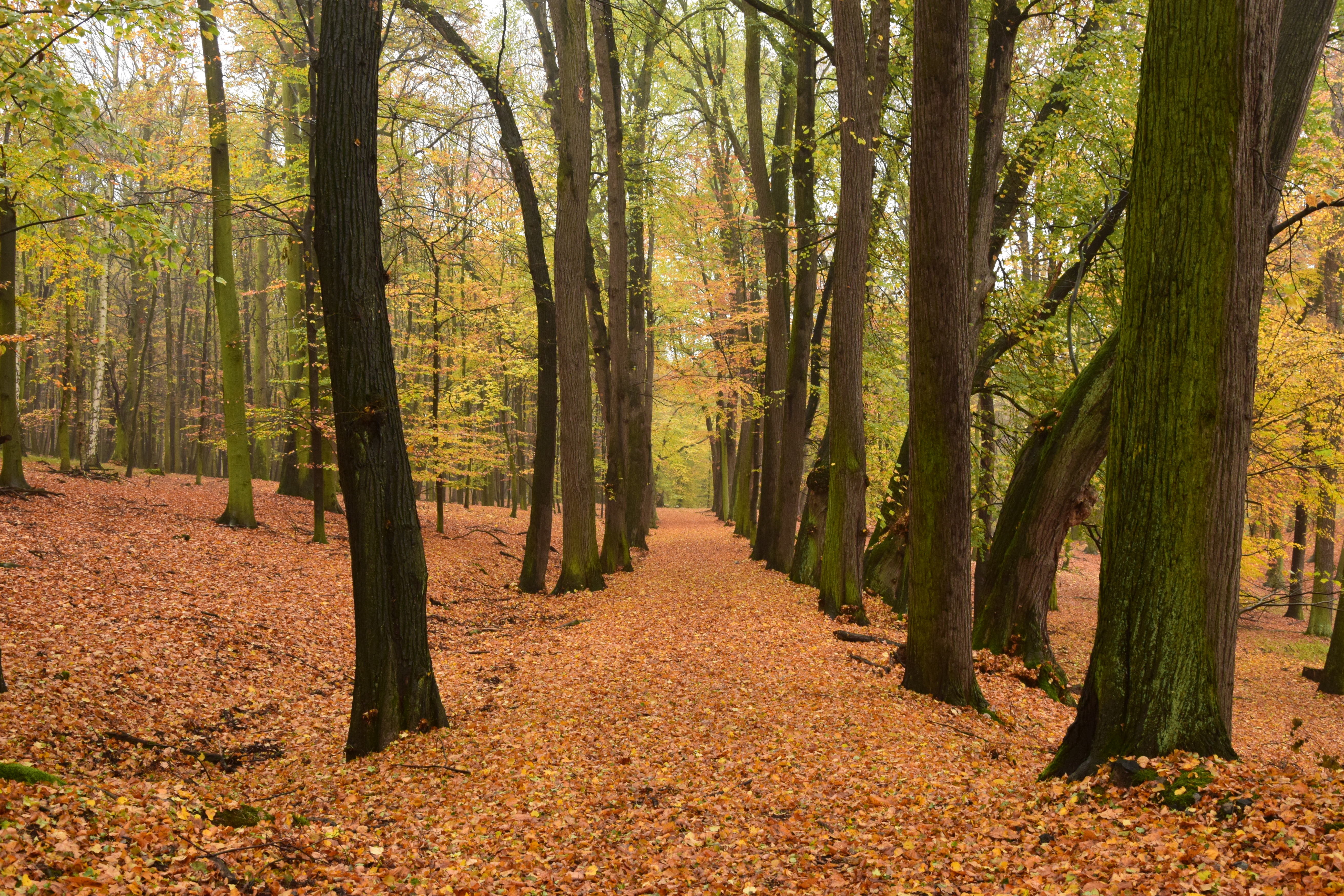
Alej v oboře

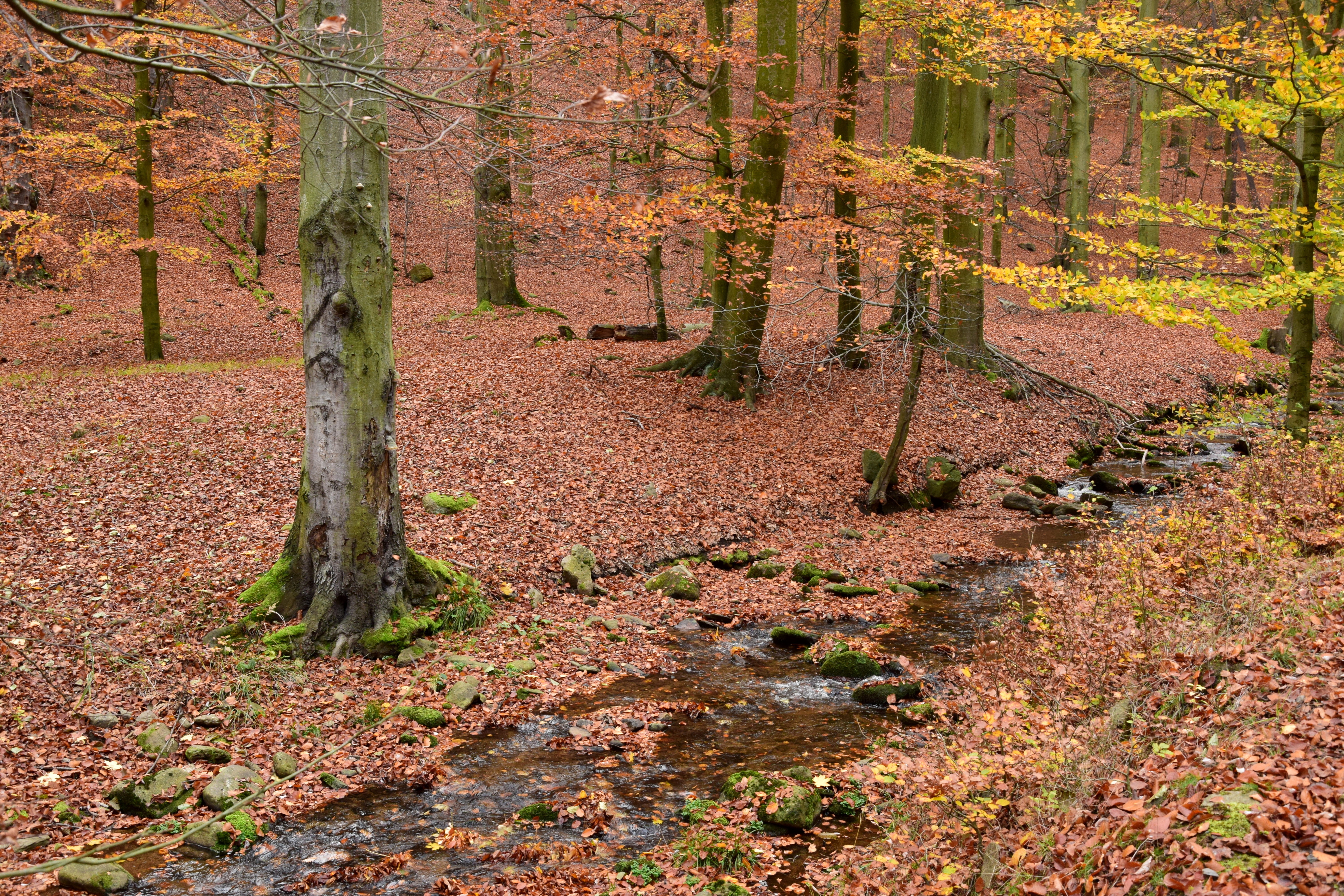
Nivský potok

Červený Hrádek stojí v katastrálním území Červený Hrádek u Jirkova s rozlohou 2,88 km², asi dva kilometry severovýchodně od Jirkova v nadmořské výšce okolo 350 metrů. Přímo vesnicí vede hranice mezi Mosteckou pánví (okrsek Jirkovská pánev) na východě a Krušnými horami (okrsek Bolebořská vrchovina) na západě. Vesnice stojí na cenomanských sedimentech perucko-korytanského souvrství, které směrem k západu na úpatí Krušných hor přechází do prekambrických dvojslídných a biotitických rul. Na usazeninách v okolí vesnice a v zámeckém parku se vyvinul půdní typ pseudoglej modální, ale výše v horách (v prostoru zámecké obory a v Nivském údolí) převládá podzol kambický. Okrajově se vyskytují také kambizemě. Největší vodní plochou je Novomlýnský rybník, v jehož sousedství se nachází autokemp a koupaliště. Pod zámkem se nachází Zámecký rybník napájený drobným potokem, který v oboře protéká dvěma menšími rybníky. Severovýchodní hranici území tvoří Nivský potok, který se vlévá do Podkrušnohorského přivaděče.
V Quittově klasifikace podnebí se Červený Hrádek nachází v mírně teplé oblasti MT9, pro kterou jsou typické průměrné teploty −3 až −4 °C v lednu a 17–18 °C v červenci. Roční úhrn srážek dosahuje 650–750 milimetrů, počet letních dnů je 40–50, počet mrazových dnů se pohybuje mezi 110 až 130 a sněhová pokrývka zde leží 60–80 dnů v roce. Větší část území severozápadně od zámku však patří do oblasti MT4, kde se průměrné lednové teploty pohybují od −2 do −3 °C a mezi 16–17 °C v červenci. Roční úhrn srážek dosahuje 500–750 milimetrů, sníh zde leží 60–80 dní v roce. Mrazových dnů bývá 110–130, zatímco letních dnů jen 20–30.
Severně a západně od vesnice se, převážně na území červenohrádecké obory, nachází přírodní památka Červený Hrádek. Do katastrálního území vesnice zasahuje také rozsáhlá přírodní památka Drmaly. Poblíž koupaliště rostou památné stromy Dub u Červeného Hrádku (výška 27 metrů, obvod kmene 513 centimetrů) a Dub u Nivského potoka (výška třicet metrů, obvod kmene 410 centimetrů).

## Obyvatelstvo
Při sčítání lidu v roce 1921 zde žilo 409 obyvatel (z toho 195 mužů), z nichž bylo deset Čechoslováků, 396 Němců a tři cizinci. Kromě osmi evangelíků a dvou lidí bez vyznání patřili k římskokatolické církvi. Podle sčítání lidu z roku 1930 měla vesnice 422 obyvatel: devatenáct Čechoslováků, 396 Němců a sedm cizinců. S výjimkou osmi lidí bez vyznání a šesti evangelíků se hlásili k římskokatolické církvi.
|           | 1869 | 1880 | 1890 | 1900 | 1910 | 1921 | 1930 | 1950 | 1961 | 1970 | 1980 | 1991 | 2001 | 2011 | 2021 |
| --------- | ---- | ---- | ---- | ---- | ---- | ---- | ---- | ---- | ---- | ---- | ---- | ---- | ---- | ---- | ---- |
| Obyvatelé | 502  | 508  | 507  | 494  | 502  | 409  | 422  | 222  | 252  | 597  | 176  | 139  | 158  | 169  | 165  |
| Domy      | 46   | 55   | 54   | 56   | 60   | 59   | 63   | 49   | 44   | 71   | 39   | 50   | 51   | 52   | 52   |

## Obecní správa a politika
Po zrušení patrimoniální správy se Červený Hrádek stal roku 1850 obcí, ke které patřily až do začátku dvacátého století osady Drmaly a Pyšná. Od 1. července 1960 je Červený Hrádek částí města Jirkov.
Při volbách do obecních zastupitelstev konaných 22. května 1938 v Červeném Hrádku žilo 259 voličů. Volby však neproběhly, protože kandidátní listinu podala pouze Sudetoněmecká strana, která se tak automaticky stala vítězem voleb.

## Doprava

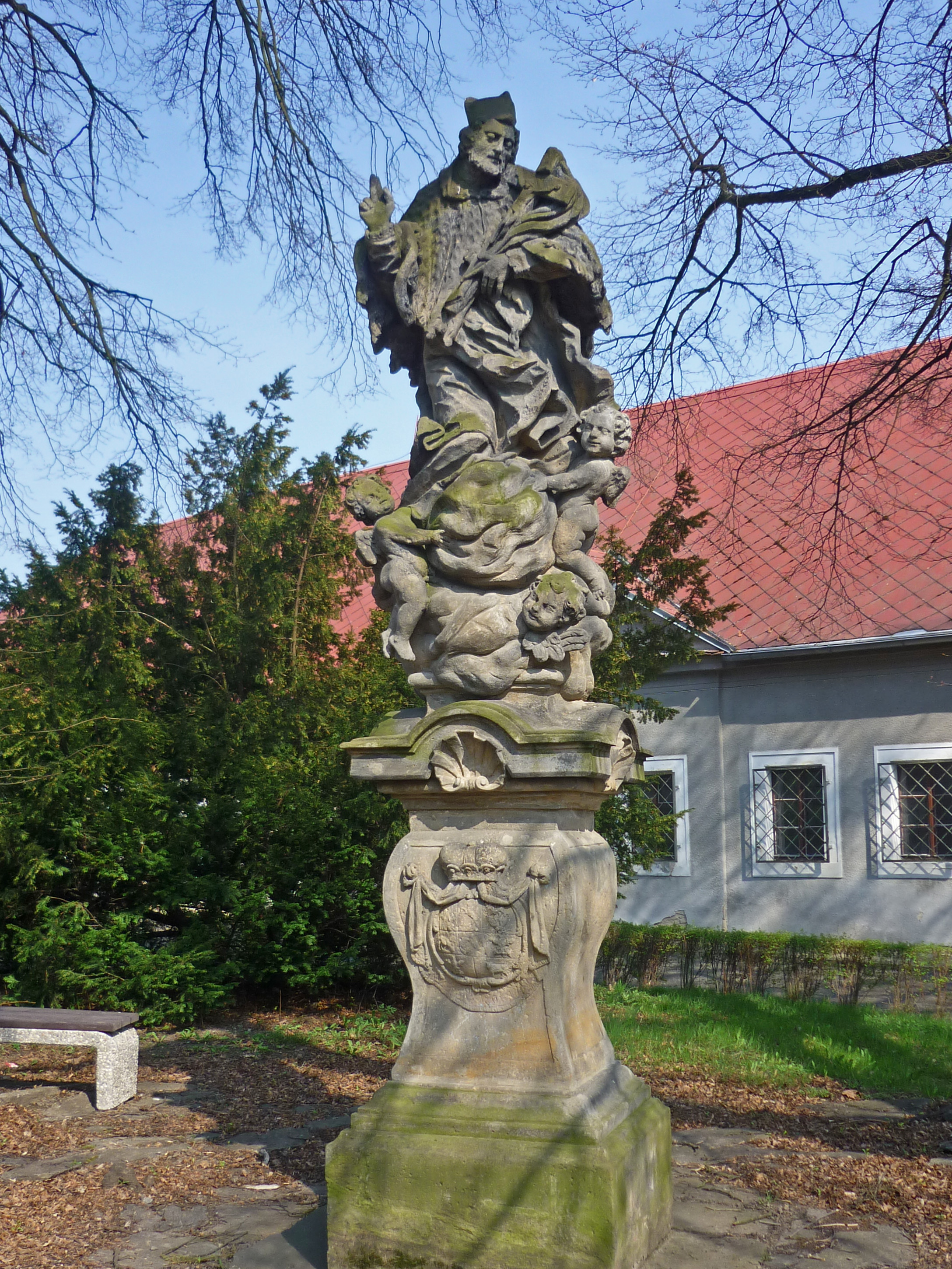
Socha svatého Jana Nepomuckého na návsi

Červený Hrádek stojí na silnici třetí třídy č. 2528 z Jirkova do Pyšné. Na návsi se nachází zastávka autobusové linkové dopravy. Nejbližší železniční stanice a zastávky jsou Jirkov na trati Chomutov–Jirkov a Jirkov zastávka na trati Ústí nad Labem – Chomutov. Středem vesnice vede zeleně značená turistická trasa z Jirkova do Lesné a na východě ji míjí modře značená trasa z Jirkova do Vysoké Pece.

## Pamětihodnosti
- Nejvýznamnější památkou ve vesnici je barokní zámek z let 1655–1676, kde je dnes expozice a hotel s restaurací. Jižně od zámku se nachází hrobka rodu Hohenlohe.
- Na návsi stojí socha svatého Jana Nepomuckého z první poloviny osmnáctého století s erbem Auerspergů na soklu.[24]
- Usedlost čp. 23, vznikla v první polovině devatenáctého století, ale dochovaná podoba je výsledkem razantní přestavby v šedesátých letech dvacátého století.[25]
- Zemědělský dvůr čp. 12 – podle dendrochronologického datování byl postaven před rokem 1786, budova nese barokní a klasicistní znaky.[26]

## Osobnosti
- Ferdinand Maxmilián Brokoff (1668–1731), sochař a řezbář